# 나라티왓 공항
나라티왓 공항(태국어: ท่าอากาศยานนราธิวาส, 영어: Narathiwat Airport IATA: NAW, ICAO: VTSC)은 태국 나라티왓주에 있는 공항이다.
나라티왓 지방에 서비스를 제공하는 이 공항은 국내 및 태국 군사 기지 공동 공항으로서 지리적으로나 경제적으로 지역의 기반 시설에 전략적으로 중요하다.
현재 나라티왓 공항에서 방콕으로 가는 직항편만 있으며, 태국 공항의 최근 계획은 이 터미널이 대규모 업그레이드를 받을 것이라는 것을 시사하고 있으며, 이로 인해 국내 및 국제 공항으로부터 나라티왓까지 오가는 추가 노선을 계획하게 된다.

## 운항 노선
| 항공사           | 목적지          |
| ---------------- | --------------- |
| 타이 에어아시아  | 방콕 (돈므앙)   |
| 타이 스마일 항공 | 방콕 (수완나품) |